# Crèspol
El crèspol o rúcula de flor groga (Diplotaxis tenuifolia) és una espècie de planta brassicàcia. És planta nativa d'Europa i Àsia occidental. S'ha introduït en molts altres llocs.
Les seves tiges erectes poden ultrapassar el metre d'alt. Pot créixer en una gran varietat d'hàbitats incloent les vores dels camins i els llocs pertorbats. El seu fullatge és aromàtic si se l'estreny. Les flors són de color groc brillant. El fruit és una síliqua recta i plana de fins a 5 cm de llargària.
Es cultiva per les seves fulles que es mengen encara petites a l'hivern en amanida. Sovint es mescla amb les fulles d'Eruca sativa i d'altres en el tipus de mescla per amanides anomenat mesclum.